# Chancelaria (Alter do Chão)
Chancelaria é uma povoação portuguesa sede da Freguesia de Chancelaria do Município de Alter do Chão, freguesia com 71,7 km² de área e 382 habitantes (censo de 2021)., tendo, por isso, uma densidade populacional de 5,3 hab./km².

## Toponímia
Chancelaria surge ainda no tempo em que os romanos ocupavam a Península Ibérica e era então denominada por “Vila Facaia”. Esta nomenclatura foi alterada mais tarde para “Vila Formosa”, talvez devido à formosura dos campos em que se encontrava e sobre os quais edificaram uma majestosa ponte.
No entanto, a sua designação atual surge por alturas da implementação da política agrária de D. Afonso III (reinou entre 1248 e 1279), onde aconteceram as divisões dos terrenos em propriedades livres, designadas por “herdades”, pois eram deixadas em herança de pais para filhos. Estas “herdades” pagavam um imposto, intitulado “chancelaria”.

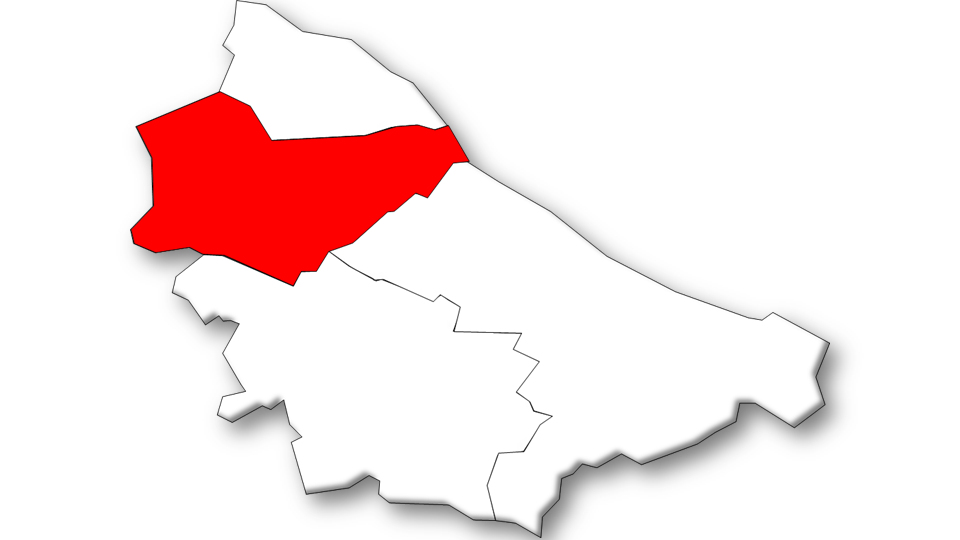
Localização da Freguesia de Chancelaria no Município de Alter do Chão

## História

### Foral e constituição administrativa
No foral, passado em Lisboa a 1 de julho de 1518, por D. Manuel I consta que:
"Posto que no dito lugar nam aja memória de foral por onde os direitos reais da villa se ouvessem pagar, os lavradores e quaaesquer outros que lavram na dita villa e termo pagam um quarteiro de trigo de quinze alqueires e que ho que ouver de medir o pam sobredito seia pessoa a prazer do senhorio e das partes".
Estipulava-se, seguidamente, os direitos e obrigações dos moradores, bem como as penas e coimas a que estavam sujeitos aqueles que infringissem as leis do concelho. O Concelho de Chancelaria tinha dois juízes ordinários, três vereadores, um procurador, escrivães, porteiros e demais funcionários necessários à sua administração. Tinha também capitão-mor, entidade a quem competia superintender na alçada civil e do crime, bem como comandar uma companhia de ordenanças.
Posto isto, a partir do reinado de D. Fernando (1367 e 1383) a vila passa a ser chamada de “Chancelaria” e os rendimentos fiscais da localidade fazem face às suas despesas, tendo sido doada a D. Nuno Álvares Pereira (1360-1431). Criou-se assim a ligação desta localidade à “Sereníssima Casa de Bragança”, fundada pelo Rei D. João I (1385 e 1433) e pelo condestável D. Nuno Álvares Pereira que acrescentou, por carta de 4 de abril de 1422, rendas e direitos da localidade de Chancelaria, confirmada mais tarde pelo rei D. Duarte (1433 e 1438). A 1 de julho de 1518, D. Manuel I, concede o Foral à vila de Chancelaria.

## Demografia
Nota: Com lugares desta freguesia foi criada pelo decreto-lei nº 148/76, de 20 de fevereiro, a freguesia de Cunheira.
A população registada nos censos foi:
| Distribuição da População por Grupos Etários | Distribuição da População por Grupos Etários | Distribuição da População por Grupos Etários | Distribuição da População por Grupos Etários | Distribuição da População por Grupos Etários |
| -------------------------------------------- | -------------------------------------------- | -------------------------------------------- | -------------------------------------------- | -------------------------------------------- |
| Ano                                          | 0-14 Anos                                    | 15-24 Anos                                   | 25-64 Anos                                   | > 65 Anos                                    |
| 2001                                         | 62                                           | 45                                           | 220                                          | 209                                          |
| 2011                                         | 35                                           | 35                                           | 190                                          | 188                                          |
| 2021                                         | 40                                           | 20                                           | 148                                          | 174                                          |

## Educação
- 1º Ciclo do Ensino Básico (já encerrada)